# DFC Prague
Maillots
Le Deutscher Fussball Club Prag (ou DFC Prag), (en tchèque : DFC Praha) est un club de football austro-hongrois, puis tchécoslovaque et allemand, créé en 1896 et disparu en 1945, aux origines ethniques allemandes localisé dans la ville de Prague, de nos jours capitale de la République tchèque.
Lors de sa création, le club est considéré comme situé en Bohême alors englobée dans l'Empire austro-hongrois. À ses origines, le club fut un département du Deutscher Eis- und Ruder-Club Regatta Prag (fondé en 1891).

## Histoire

### Membre fondateur de la DFB
Au XIXe siècle, les clubs de l'Empire austro-hongrois sont le plus souvent formés selon les origines ethniques et/ou nationales. Ainsi, le DFC Prag est fondé par la communauté juive allemande de Prague et essentiellement par des étudiants de l'Université Charles de Prague.
Lors de la fondation du DFC Prague, en 1896, les initiateurs de ce qui devient la Fédération allemande recherchent activement des « membres ». C'est ainsi qu'en 1900, un club de Prague devient membre fondateur, de ce qui est de nos jours la DFB et dont le premier président est Ferdinand Hüppe, président du DFC Prague.

### Premier championnat d'Allemagne contesté
Le DFC Prague est alors une des meilleures équipes de son époque. Il est sacré champion de Bohême en 1896. Le club joue le tout premier championnat d'Allemagne en 1903 et est à nouveau Champion de Bohême en 1917.
L'apparition du DFC Prague en finale du premier championnat constitue une des premières polémiques de l'Histoire du football allemand. Des 15 champions régionaux, 6 sont considérés qualifiés pour le tout final (Berliner FC Britannia 92, Altonär FC 93, VfB Leipzig, Karlsruher FC, FC Viktoria 96 Magdebourg et donc le DFC Prague). Le premier tour se déroule en trois rencontres. Le DFC Prague doit rencontrer Karlsruhe, à Munich, car la DFB souhaite que les matches se jouent sur « terrain neutre ». Les Praguois demandent cependant à jouer à Prague afin d'améliorer la recette du match, mais cela leur est refusé. Prise par le temps, la fédération  allemande qualifie les deux équipes et leur demande de se rencontrer en demi-finales. Le DFC Prague se présente alors à Leipzig et attendit en vain l'arrivée du « KFV » car le télégramme qui leur a été transmis, par la DFB ou par une personne mal intentionnée, indique une mauvaise date. Le Karlsruher FC est battu par forfait et Prague atteint la finale sans avoir disputé la moindre minute de la phase éliminatoire. Le premier titre allemand va au VfB Leipzig, qui a éliminé le Britannia Berlin 1-3, puis Altona par 6-3, qui bat le « DFC » par le score de 7 buts à 2. La première finale se joue dans la banlieue de Hambourg, sur le terrain d'Altona. Prague résiste bien en première période et après avoir ouvert le score, atteint la mi-temps sur le score de 1-1. Les Bohêmiens s'écroulent ensuite et Leipzig l'emporte facilement. Pour l'anecdote, Leipzig accepte aussi le challenge que lui lance Karlsruhe et rencontre le KFV plus tard dans l'année. La victoire 7-3, du VfB confirme qu'il est bien le premier champion d'Allemagne.

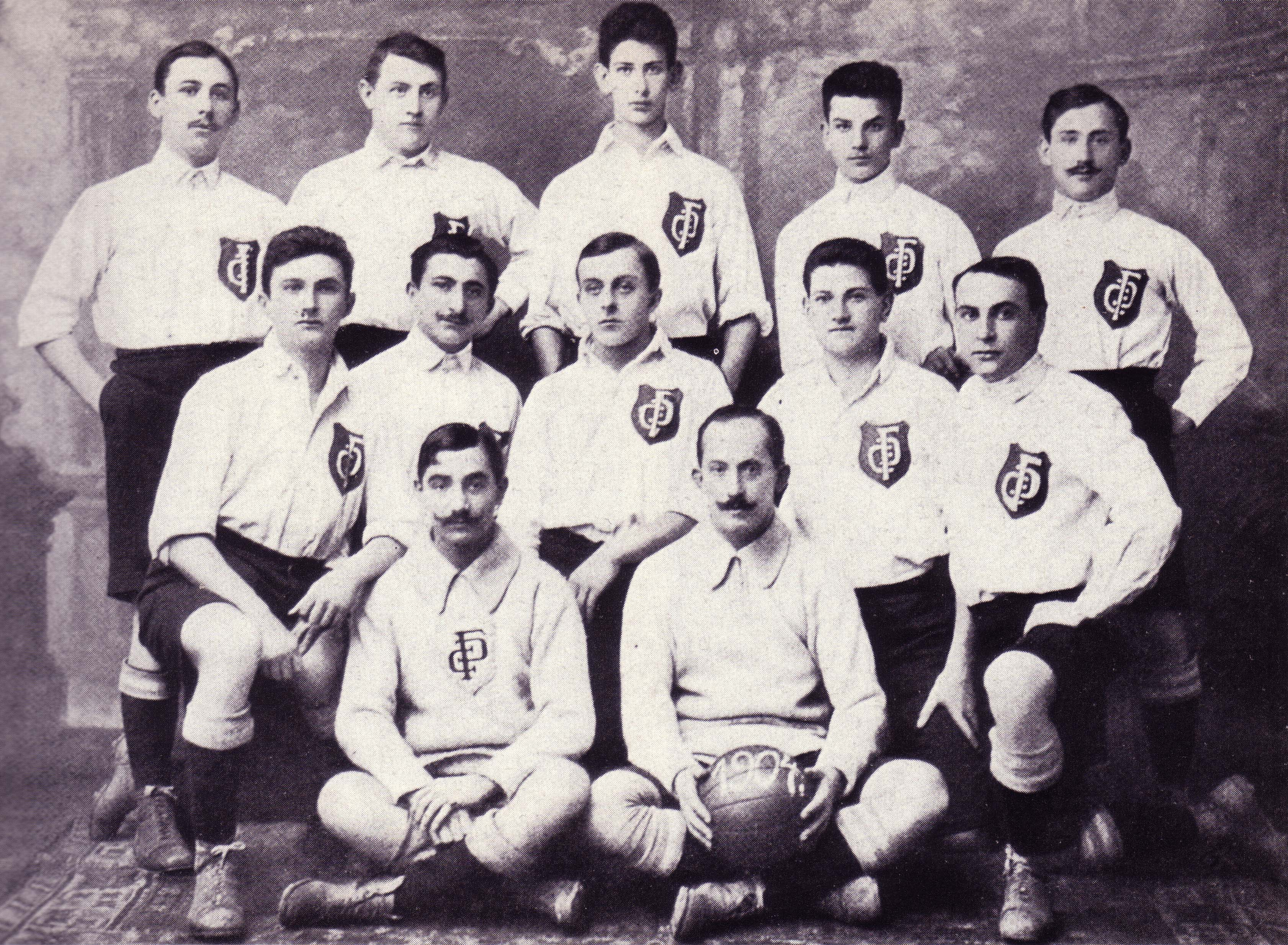
Le DFC Prague en 1904 : Fischer - Sedlaczek - Dr. Fischl - Meissner - Weil ; Schwarz - Österreicher - Kurpiel - Dr. Frey - Robicek ; Eisenstein - Pick.

### Jouer hors d'Allemagne, puis dissolution
Quand la DFB devient membre de la FIFA en 1904, le DFC Prague ne fut plus éligible pour jouer dans les compétitions allemandes. La FIFA refuse aussi les tentatives de créations de Fédérations ethniques (comme celle de Bohême), car « la FIFA ne reconnaît qu'une seule Fédération nationale par pays ».
Le DFC Prague joue alors aléatoirement dans l'ensemble de l'Autriche-Hongrie. L'équipe reste compétitive jusqu'en 1914. Plusieurs de ses membres sont des internationaux autrichiens. Le club remporte divers championnats régionaux puis tchèques jusqu'aux années 1930. Localisé dans une Tchécoslovaquie indépendante après la Première Guerre mondiale, le DFC Prague domine la Sudetenlandliga, ou Ligue des Sudètes, composée en grande majorité de clubs d'origine ethnique allemande, dans le territoire du même nom.
Lorsqu'Adolf Hitler à la suite des accords de Munich intègre le Territoire des Sudètes au IIIe Reich, il crée immédiatement la Gauliga Territoire des Sudètes qui s'ajoute aux seize ligues imposées au football allemand par les Nazis depuis 1933. Mais les discriminations ethniques et raciales imposées par le régime nazi ont raison de plusieurs clubs. Le « DFC » et ses racines dans la communauté juive praguoise n'y échappent pas.
Le DFC Prague, purgé de ses éléments de confession juive, et le Deutsche Sportbrüder Prag sont fusionnés par le régime nazi pour raisons politiques. Le nouveau club reçoit le nom de Nationalsozialistische Turngemeinde (NSTG) Prague en 1940. En 1941, le club remporte la Gauliga Territoire des Sudètes et en termine 2e, la saison suivante. Il disparaît à la fin de la Seconde Guerre mondiale.
En juillet 2016, 77 ans après la dissolution du club juif d'origine allemande, un nouveau DFC Prague est fondé. Dans un premier temps avec un département jeunesse, suivi d'une équipe senior pour les années suivantes.

## Palmarès
- Champion de Bohême : 1896, 1917 ;
- Vice-champion d'Allemagne : 1903 ;
- Champion de Tchécoslovaquie (amateur) : 1931, 1933 ;
- Vainqueur de la Ligue des Sudètes : 1923, 1924, 1926, 1927, 1928, 1929, 1931, 1932, 1933, 1937 ;
- Champion de la Gauliga Territoire des Sudètes : 1938, 1941.

## Entraîneurs
- William Townley

## Littérature
- Grüne, Hardy (2001). Vereinslexikon. Kassel: AGON Sportverlag  (ISBN 3-89784-147-9)